# داترو فوفانا
داترو فوفانا (مواليد 22 ديسمبر 2002) هو لاعب كرة قدم من ساحل العاج يلعب في مركز المهاجم في نادي مولده.

## روابط خارجية
- داترو فوفانا على موقع الاتحاد الأوربي (الإنجليزية)
- داترو فوفانا على موقع اتحاد النرويج (النرويجية)
- داترو فوفانا على موقع إي إس بي إن إف سي (الإنجليزية)
- داترو فوفانا على موقع قاعدة بيانات كرة القدم.إي يو (الإنجليزية)
- داترو فوفانا على موقع ليكيب (الفرنسية)
- داترو فوفانا على موقع ناشيونال فوتبول تيمز (الإنجليزية)
- داترو فوفانا على موقع Soccerbase.com (لاعب) (الإنجليزية)
- داترو فوفانا على موقع Soccerway.com (الإنجليزية)
- داترو فوفانا على موقع عالم كرة القدم.نت (الإنجليزية)